# زاتوئیچی و یوجیمبو
زاتوئیچی و یوجیمبو (به ژاپنی: 座頭市と用心棒 Zatoichi to Yojimbo) یک فیلم درام ژاپنی به کارگردانی کی‌هاچی اوکاموتو است که در سال ۱۹۷۰ اکران شد. از بازیگران آن می‌توان به شینتارو کاتسو، توشیرو میفونه، و آیاکو واکائو اشاره کرد.